# Río Ucayali
Der Río Ucayali ist einer der beiden Quellflüsse des Amazonas in Südamerika. Er entsteht seinerseits durch den Zusammenfluss von Río Urubamba und Río Tambo bei Atalaya. Der Río Ucayali vereinigt sich im nordöstlichen Peru nahe dem Äquator mit dem kürzeren, jedoch mit einem rund 10 Prozent höheren mittleren Abfluss etwas größeren Río Marañón zum Amazonas.

## Flusslauf
Der Río Ucayali bildet zusammen mit dem Río Hornillos, dem Río Apurímac, dem Río Ene und dem Río Tambo mit einer Länge von 2670 km den längsten Oberlauf des Amazonas. Hierbei weisen die einzelnen Teilstücke des Amazonas-Zulaufs folgende Einzelstrecken auf:
- Río Apurimac: 730,7 km
- Río Ene: 180,6 km
- Río Tambo 158,5 km
- Río Ucayali 1.600,1 km

Der Río Ucayali hieß nach der spanischen Eroberung anfangs San Miguel, dann Ucayali, Ucayare, Poro, Apu-Poro, Cocama und Rio de Cuzco. Peru hat in seiner frühen Geschichte viele kostspielige und hervorragend geleitete Expeditionen ausgeschickt, um den Fluss zu erforschen. Eine von ihnen behauptete im Jahr 1867, sich bis auf 400 km der Hauptstadt Lima genähert zu haben, und der kleine Dampfer Napo habe sich bis zur Mündung des Río Tambo vorgearbeitet, 1600 km oberhalb der Mündung des Ucayali in den Amazonas.
Die Breite des Ucayali im Unterlauf variiert zwischen 400 und 1200 m, verursacht durch die große Zahl von Sandbänken und Inseln. Der Fluss fließt hier mit einer Geschwindigkeit von 5 bis 7 km/h und weist immer eine Mindesttiefe von 1,50 m auf. Seine Wasserführung beträgt am Zusammenfluss mit dem Río Marañón im Mittel 13.500 m³/s.
Er führt einen hohen Sedimentenanteil (Sand, Lehm, Mergel etc.) mit sich und wird daher zu den Schlamm- bzw. Weißwasserflüssen zugeordnet (Muddy River or White River). Neben dem Rio Madeira ist er einer der Hauptlieferanten der Sedimentfracht des Amazonas.
Weisswasserflüsse wie der Río Ucayali liefern aus den geologisch jungen Anden nährstoffreiche Sedimente, die sich während der Hochwasserperioden entlang der Flussläufe ablagern.
Für das Ucayali-Gebiet wurde eine Fläche von 337.519 km² ermittelt, das entspricht etwa 4,9 Prozent des gesamten Amazonasbeckens von etwa 6.869.000 km².
Nach dem Fluss ist die peruanische Region Ucayali benannt.

## Nebenflüsse
Von seinen zahlreichen Nebenflüssen sind die folgenden stromab aufgeführten die größten:
- Río Cohengua (rechts)
- Río Sheshea (rechts)
- Río Pachitea (links)
- Río Tamaya (rechts)
- Río Aguaytía (links)
- Río Pisqui (links)
- Río Cushabatay (links)
- Río Guanache (rechts)
- Río Tapiche (rechts)
- Río Pacaya (links)